# 粉綠罌粟
粉綠罌粟（[Papaver glaucum] 错误：{{Langx}}：文本有斜体标记（帮助））是罌粟科罌粟屬下的一個種，也叫鬱金香罌粟（英語：tulip poppy），原產伊朗、伊拉克、約旦、敘利亞、沙烏地阿拉伯和伊朗。
粉綠罌粟含有的生物鹼主要是粉綠罌粟鹼和粉綠罌粟胺（glaucamine，常誤譯為海罌粟胺，但海罌粟屬植物中並未發現有此生物鹼）。